# Rašipić
Rašipić je nenaseljeni otočić u Kornatskom otočju, između Rašip Mali i Rašip Veli. Pored otočića je dopušteno autonomno ronjenje.
Njegova površina iznosi 0,011 km². Dužina obalne crte iznosi 0,4 km.

## Vanjske poveznice
|  | Zajednički poslužitelj ima još gradiva o temi Rašipić |